# (32086) Viviannetu
2000 KV17 (asteroide 32086) é um asteroide da cintura principal. Possui uma excentricidade de 0.13597620 e uma inclinação de 4.61683º.
Este asteroide foi descoberto no dia 28 de maio de 2000 por LINEAR em Socorro.